# اوبرلیگا جنوبی
اوبرلیگا ساد (به آلمانی: Oberliga Süd) (ترجمه: لیگ برتر جنوب) نام جنوبی‌ترین زیرمجموعهٔ مسابقات فوتبال کشوری آلمان غربی بود که در سال ۱۹۴۵ تأسیس شد و در سال ۱۹۶۳ با روی کار آمدن بوندس‌لیگا، منحل شد. مسابقات اوبرلیگا ساد در سه ایالت باواریا، هسه و بادن-وورتمبرگ انجام می‌شدند. باشگاه فوتبال مونیخ ۱۸۶۰ آخرین تیمی بود که در این لیگ از رقابت‌های فوتبال آلمان در آخرین فصل (فصل هجدهم) آن قهرمان شد.
از باشگاه‌های مشهور مؤسس این لیگ می‌توان به بایرن مونیخ، اشتوتگارت، نورنبرگ، آینتراخت فرانکفورت و کارلسروهه اشاره کرد.